# Liste der Baudenkmäler in Augsburg
Auf dieser Seite sind die Baudenkmäler in der schwäbischen Bezirkshauptstadt Augsburg zusammengestellt. Diese Tabelle ist eine Teilliste der Liste der Baudenkmäler in Bayern. Grundlage ist die Bayerische Denkmalliste, die auf Basis des Bayerischen Denkmalschutzgesetzes vom 1. Oktober 1973 erstmals erstellt wurde und seither durch das Bayerische Landesamt für Denkmalpflege geführt wird. Die folgenden Angaben ersetzen nicht die rechtsverbindliche Auskunft der Denkmalschutzbehörde.

## Liste der Baudenkmäler nach Stadtbezirken
In Augsburg gibt es 1108 Baudenkmäler und 20 denkmalgeschützte Ensembles (Stand Mai 2025). Zur besseren Übersicht sind die Baudenkmäler und Ensembles in Teillisten für die einzelnen Stadtbezirke Augsburgs aufgeteilt, die im Folgenden nach Planungsräumen sortiert angegeben sind. Zwischen den Denkmallisten der Stadtbezirke kann über eine nach den Nummern der Stadtbezirke sortierte Navigationsleiste gewechselt werden. Das Ensemble Altstadt Augsburg und die Stadtbefestigung sind stadtteilübergreifend und werden auf dieser Seite dargestellt.
| Nr.   | Planungsraum            | Denkmalliste des Stadtbezirks              | Ensembles | Baudenkmäler | Karte          |
| ----- | ----------------------- | ------------------------------------------ | --------- | ------------ | -------------- |
| I     | Innenstadt              | 01 – Lechviertel, östliches Ulrichsviertel | –         | 244          | Karte anzeigen |
| I     | Innenstadt              | 02 – Innenstadt, St. Ulrich–Dom            | –         | 159          | Karte anzeigen |
| I     | Innenstadt              | 03 – Bahnhofs- und Bismarckviertel         | 7         | 88           | Karte anzeigen |
| I     | Innenstadt              | 04 – Georgs- und Kreuzviertel              | –         | 77           | Karte anzeigen |
| I     | Innenstadt              | 05 – Stadtjägerviertel                     | –         | 20           | Karte anzeigen |
| I     | Innenstadt              | 07 – Bleich und Pfärrle                    | –         | 66           | Karte anzeigen |
| I     | Innenstadt              | 08 – Jakobervorstadt-Nord                  | –         | 91           | Karte anzeigen |
| I     | Innenstadt              | 09 – Jakobervorstadt-Süd                   | –         | 42           | Karte anzeigen |
| I     | Innenstadt              | 10 – Am Schäfflerbach                      | 1         | 16           | Karte anzeigen |
| II    | Oberhausen              | 06 – Rechts der Wertach                    | 2         | 17           | Karte anzeigen |
| II    | Oberhausen              | 19 – Links der Wertach-Süd                 | –         | 4            | Karte anzeigen |
| II    | Oberhausen              | 20 – Links der Wertach-Nord                | –         | 4            | Karte anzeigen |
| II    | Oberhausen              | 21 – Oberhausen-Süd                        | –         | 8            | Karte anzeigen |
| II    | Oberhausen              | 22 – Oberhausen-Nord                       | –         | 5            | Karte anzeigen |
| III   | Bärenkeller             | 23 – Bärenkeller                           | –         | 1            | Karte anzeigen |
| IV    | Firnhaberau             | 28 – Firnhaberau                           | –         | 3            | Karte anzeigen |
| V     | Hammerschmiede          | 29 – Hammerschmiede                        | –         | –            | –              |
| VI    | Lechhausen              | 25 – Lechhausen-Süd                        | –         | 19           | Karte anzeigen |
| VI    | Lechhausen              | 26 – Lechhausen-Ost                        | –         | 19           | Karte anzeigen |
| VI    | Lechhausen              | 27 – Lechhausen-West                       | –         | 19           | Karte anzeigen |
| VII   | Kriegshaber             | 18 – Kriegshaber                           | 1         | 22           | Karte anzeigen |
| VIII  | Pfersee                 | 15 – Rosenau- und Thelottviertel           | 2         | 14           | Karte anzeigen |
| VIII  | Pfersee                 | 16 – Pfersee-Süd                           | –         | 9            | Karte anzeigen |
| VIII  | Pfersee                 | 17 – Pfersee-Nord                          | –         | 11           | Karte anzeigen |
| IX    | Hochfeld                | 13 – Hochfeld                              | 1         | 22           | Karte anzeigen |
| X     | Antonsviertel           | 14 – Antonsviertel                         | 3         | 41           | Karte anzeigen |
| XI    | Spickel-Herrenbach      | 11 – Spickel                               | –         | 10           | Karte anzeigen |
| XI    | Spickel-Herrenbach      | 30 – Wolfram- und Herrenbachviertel        | –         | 3            | Karte anzeigen |
| XII   | Hochzoll                | 24 – Hochzoll-Nord                         | –         | 5            | Karte anzeigen |
| XII   | Hochzoll                | 31 – Hochzoll-Süd                          | –         | 5            | Karte anzeigen |
| XIII  | Haunstetten-Siebenbrunn | 12 – Siebenbrunn                           | –         | 16           | Karte anzeigen |
| XIII  | Haunstetten-Siebenbrunn | 33 – Haunstetten-Nord                      | –         | 16           | Karte anzeigen |
| XIII  | Haunstetten-Siebenbrunn | 34 – Haunstetten-West                      | –         | 16           | Karte anzeigen |
| XIII  | Haunstetten-Siebenbrunn | 35 – Haunstetten-Ost                       | –         | 16           | Karte anzeigen |
| XIII  | Haunstetten-Siebenbrunn | 36 – Haunstetten-Süd                       | –         | 16           | Karte anzeigen |
| XIV   | Göggingen               | 37 – Göggingen-Nordwest                    | –         | 27           | Karte anzeigen |
| XIV   | Göggingen               | 38 – Göggingen-Nordost                     | –         | 27           | Karte anzeigen |
| XIV   | Göggingen               | 39 – Göggingen-Ost                         | –         | 27           | Karte anzeigen |
| XIV   | Göggingen               | 40 – Göggingen-Süd                         | –         | 27           | Karte anzeigen |
| XV    | Inningen                | 41 – Inningen                              | –         | 5            | Karte anzeigen |
| XVI   | Bergheim                | 42 – Bergheim                              | 2         | 14           | Karte anzeigen |
| XVII  | Universitätsviertel     | 32 – Universitätsviertel                   | –         | –            | –              |
| Summe | Summe                   | 42                                         | 20        | 1251         |                |

## Stadtbezirksüberschreitende Baudenkmäler

### Ensemble Altstadt Augsburg

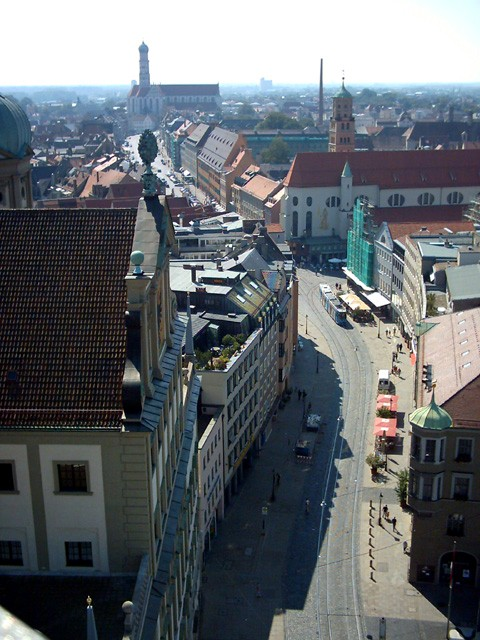
Augsburger Altstadt

Unter der Aktennummer E-7-61-000-1 ist die Augsburger Altstadt (Lage) als Ensemble in der Denkmalliste eingetragen. Das Ensemble bezeichnet den historischen Stadtraum der ehemaligen Freien Reichsstadt Augsburg, dessen Umgrenzung im Wesentlichen durch die Verlaufslinie der einst die Stadt einfassenden, jedoch ab 1860 größtenteils abgebrochenen Befestigung definiert wird.

### Stadtbefestigung Augsburg
Unter der Aktennummer D-7-61-000-1 sind Teile der historischen Stadtbefestigung Augsburgs als Baudenkmal in der Denkmalliste eingetragen. Einzelne Bauwerke stehen auch separat unter einer eigenen Nummer in der Denkmalliste. Diese sind in der Liste des jeweiligen Stadtbezirks noch einmal unter ihrer jeweiligen Adresse aufgeführt, ein Klick auf die Denkmalnummer führt auf die entsprechende Tabellenzeile.
Bei der Stadtbefestigung Augsburgs sind die Befestigungen der römischen Niederlassung Augusta Vindelicorum, der Domstadt des frühen Mittelalters und der Reichsstadt zu unterscheiden.
- Von den römischen Anlagen stehen keine Mauern mehr aufrecht.
- Die Domstadtummauerung des 10. Jh. wurde im 14. Jh. in Backstein erneuert. Restliche Mauerzüge an der Nordseite der Domstadt sind erhalten südlich des Straßenzugs Äußeres Pfaffengäßchen – Jesuitengasse (Lage).
- Die reichsstädtische Befestigung, die spätestens 1272 den Stadtraum zwischen Domstadt und St. Ulrich und Afra und bis zur Mitte des 14. Jh. auch die Frauen- und Jakobervorstadt einfasste, wurde nach der Entfestigung der Stadt 1860 zum größten Teil niedergelegt.

An der langen Westflanke der Altstadt ist die ehemalige Führung der reichsstädtischen Befestigung im Zug der Konrad-Adenauer-Allee, Schießgrabenstraße, Fuggerstraße, Volkhartstraße noch erkennbar (vgl. Ensemble Altstadt Augsburg sowie Ensemble Fuggerstraße/Volkartstraße/Schaezlerstraße); restliche Wallanlagen bestehen an der Schießgrabenstraße (vgl. Ensemble Schießgrabenstraße).
An der Nordseite sind erhalten:
- das von Elias Holl 1605 erneuerte Wertachbrucker Tor (Lage, Denkmalnummer D-7-61-000-1114) und geringe Mauerreste bei Am Backofenwall 2 (Lage)
- weiter östlich das modern wiedergeschaffene Fischertor (Lage, Denkmalnummer D-7-61-000-1000) von 1924/25
- anschließend ein Zug der Stadtmauer (Lage) bis zu der 1702/04 als Zitadelle ausgebauten Bastion Lueginsland
- Bastion Lueginsland (Lage), hoher Wall an der Nordostecke der Stadtbefestigung, um 1430 und 1540 angelegt, 1704 ausgebaut, Vorwerk bez. 1553
- nach Süden anschließend Zug der Stadtmauer des 15. Jahrhunderts (Lage), teils mit Graben

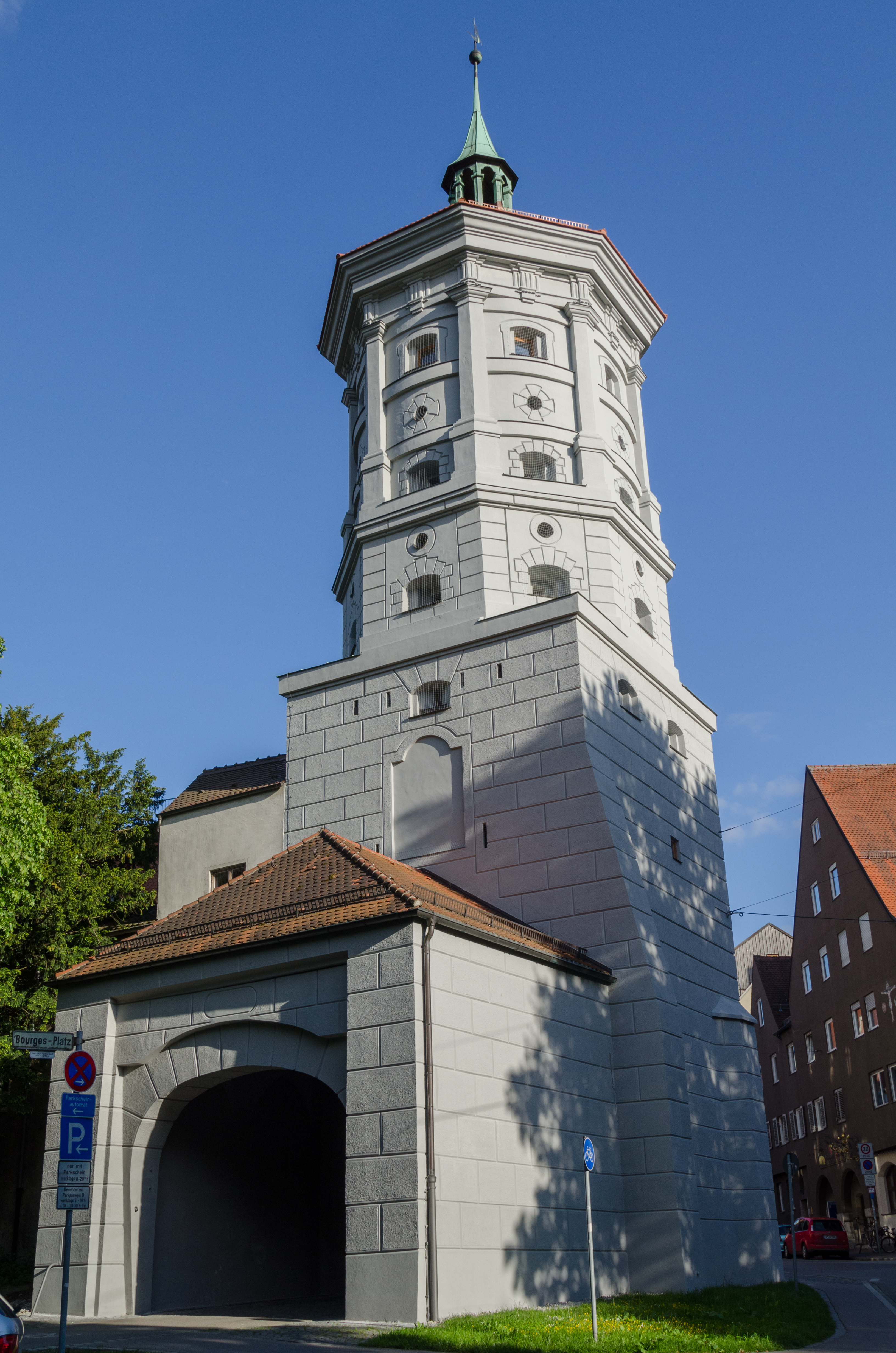
Wertachbrucker Tor
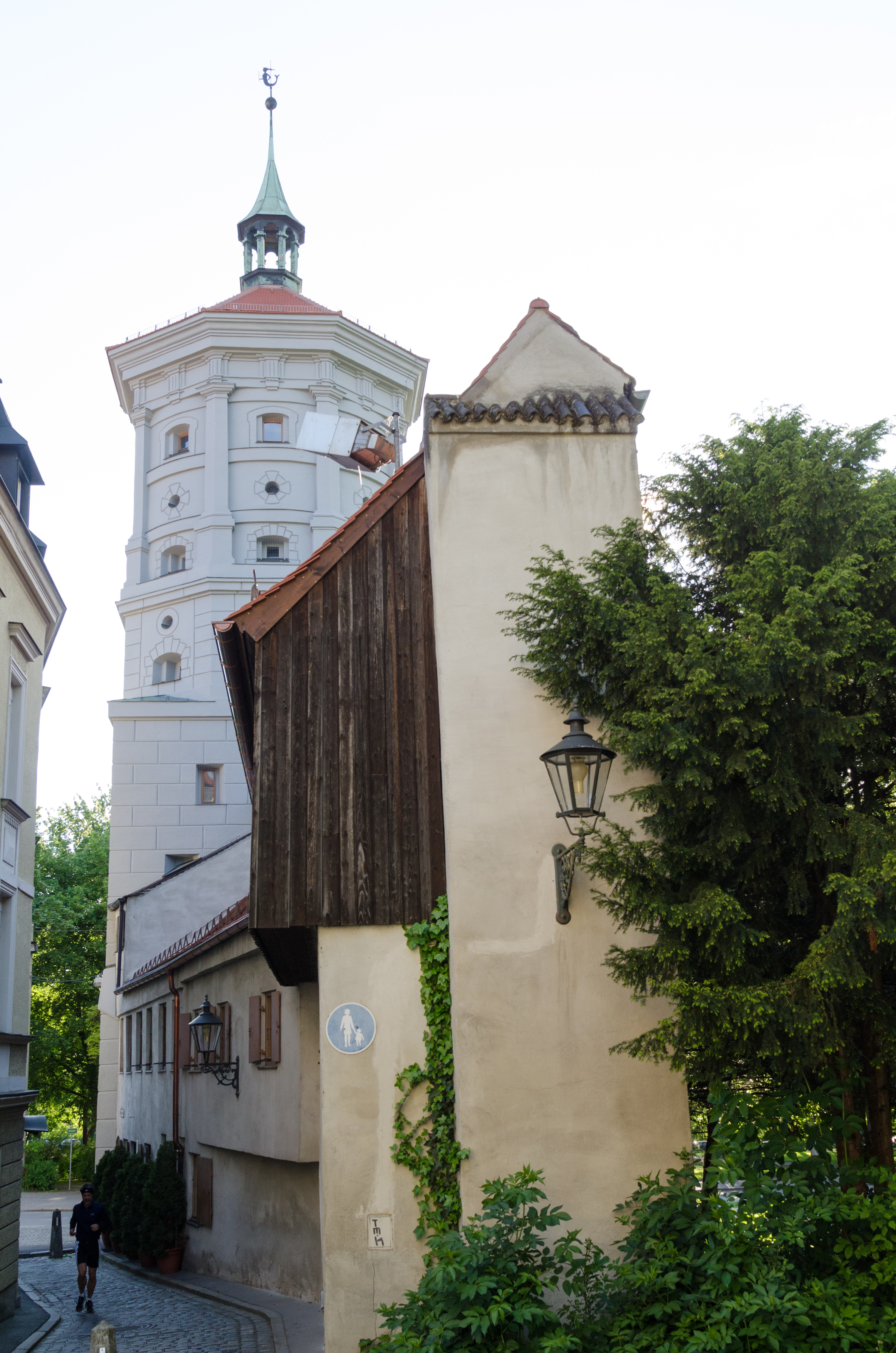
Mauerrest Am Backofenwall 2
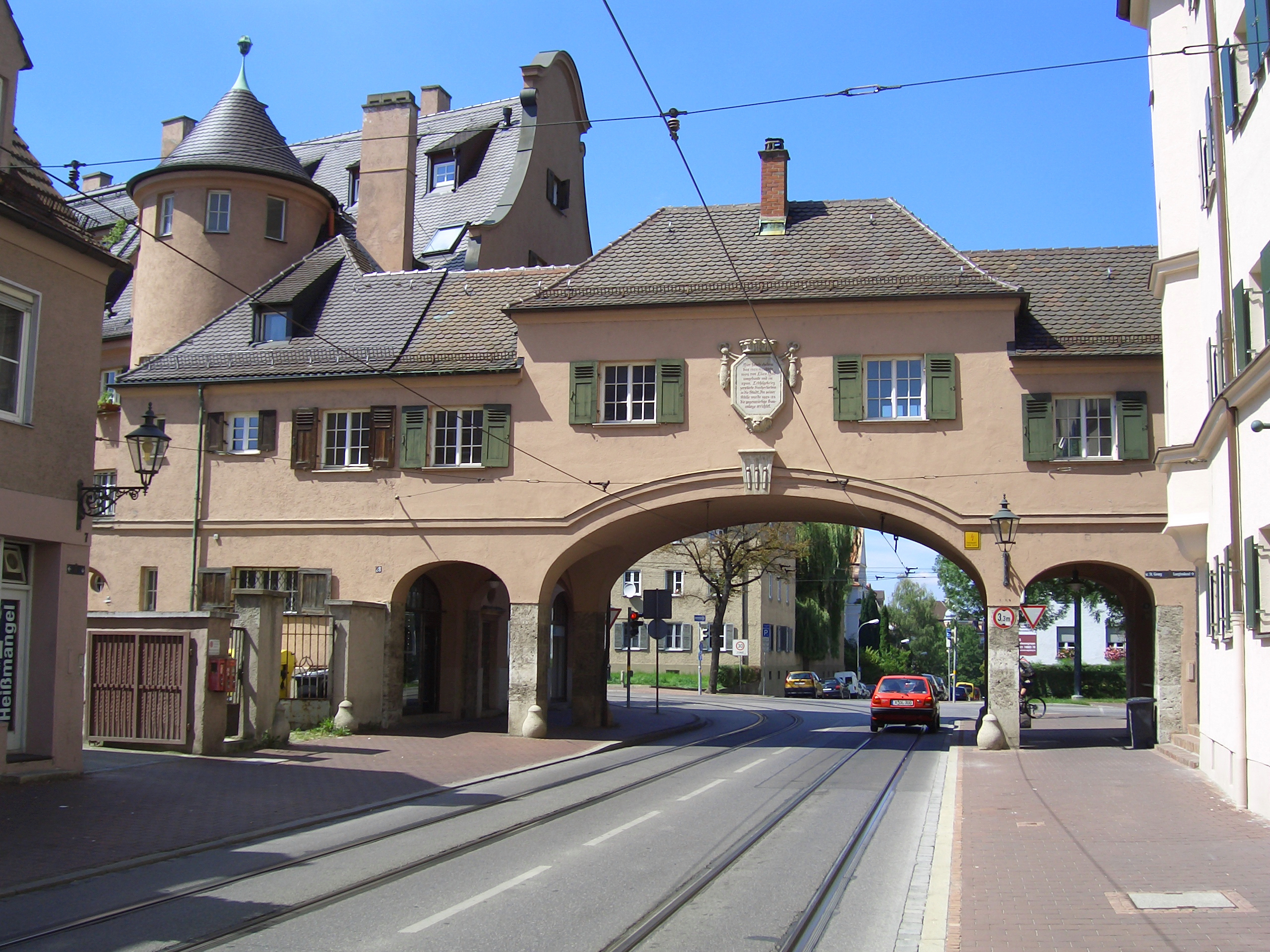
Fischertor
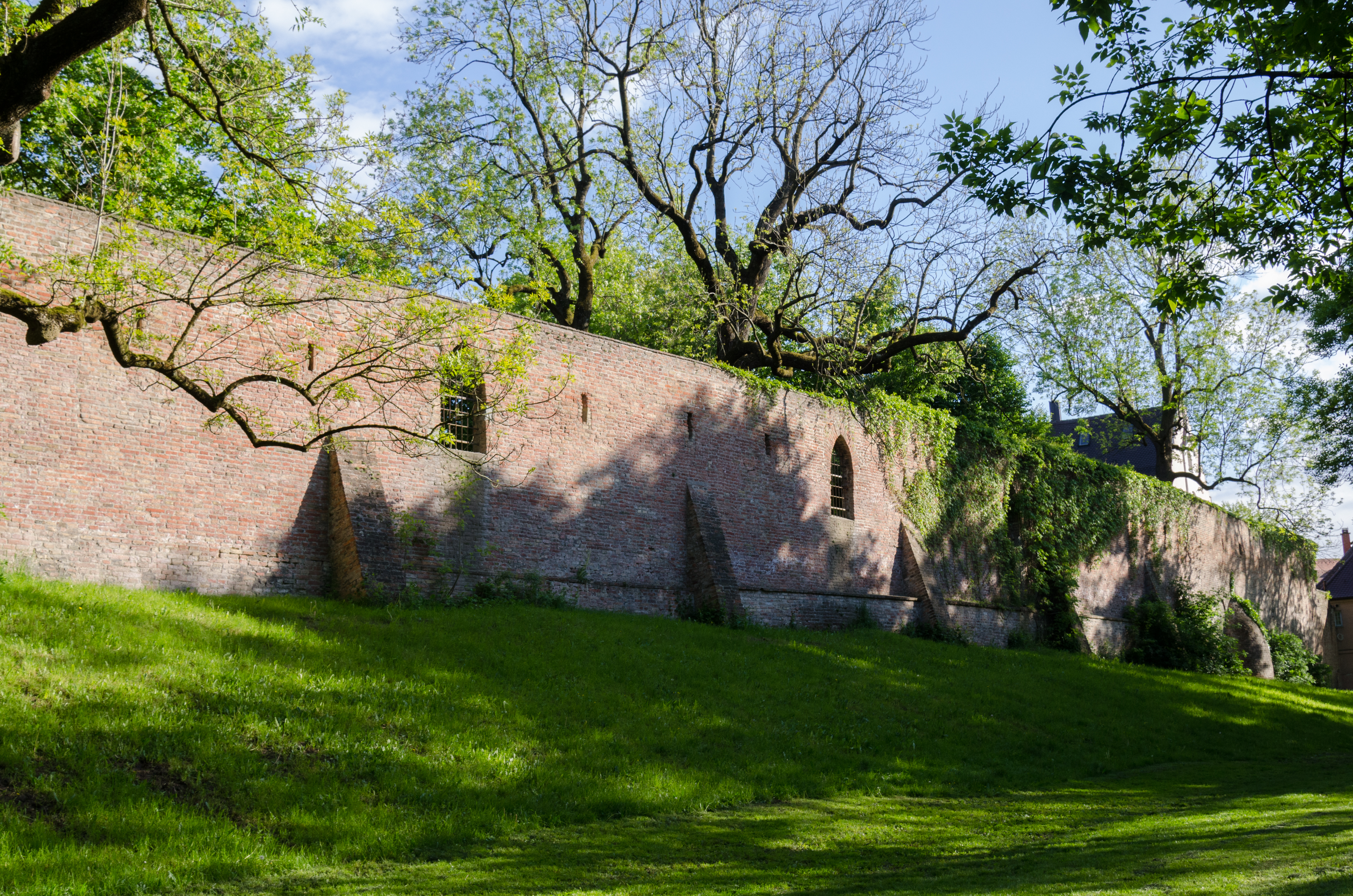
Stadtmauer zwischen Fischertor und Lueg ins Land
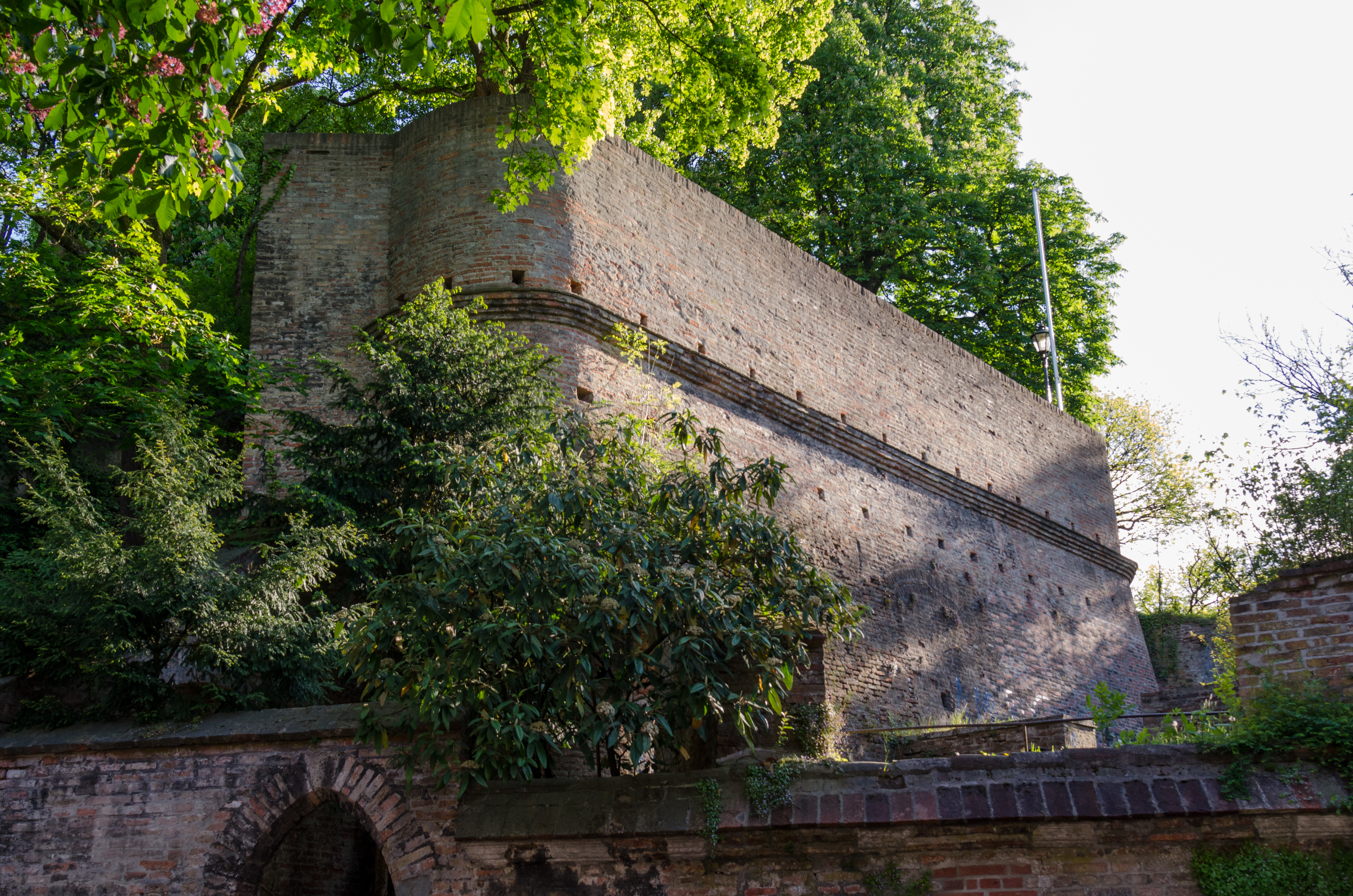
Bastion Lueg ins Land

Die Ostseite der Stadt weist die in einzelnen Mauerresten und Befestigungstürmen bruchstückhaft dokumentierte, in den Grabenanlagen gut anschauliche ältere nord-südliche Befestigungslinie noch auf:
- östlicher Zug der Stadtmauer, auf der Stadtseite Reste von Blendbögen, wohl 15. Jh.
- sogenannte Schwedenstiege (Lage), Verbindungsmauer zwischen der Stadtmauer am Schwedenweg und dem Unteren Graben
- Wehrturm (Lage), Backsteinbau, 15.–17. Jh.
- Wehrturm (Lage), Backsteinbau, 15.–17. Jh.

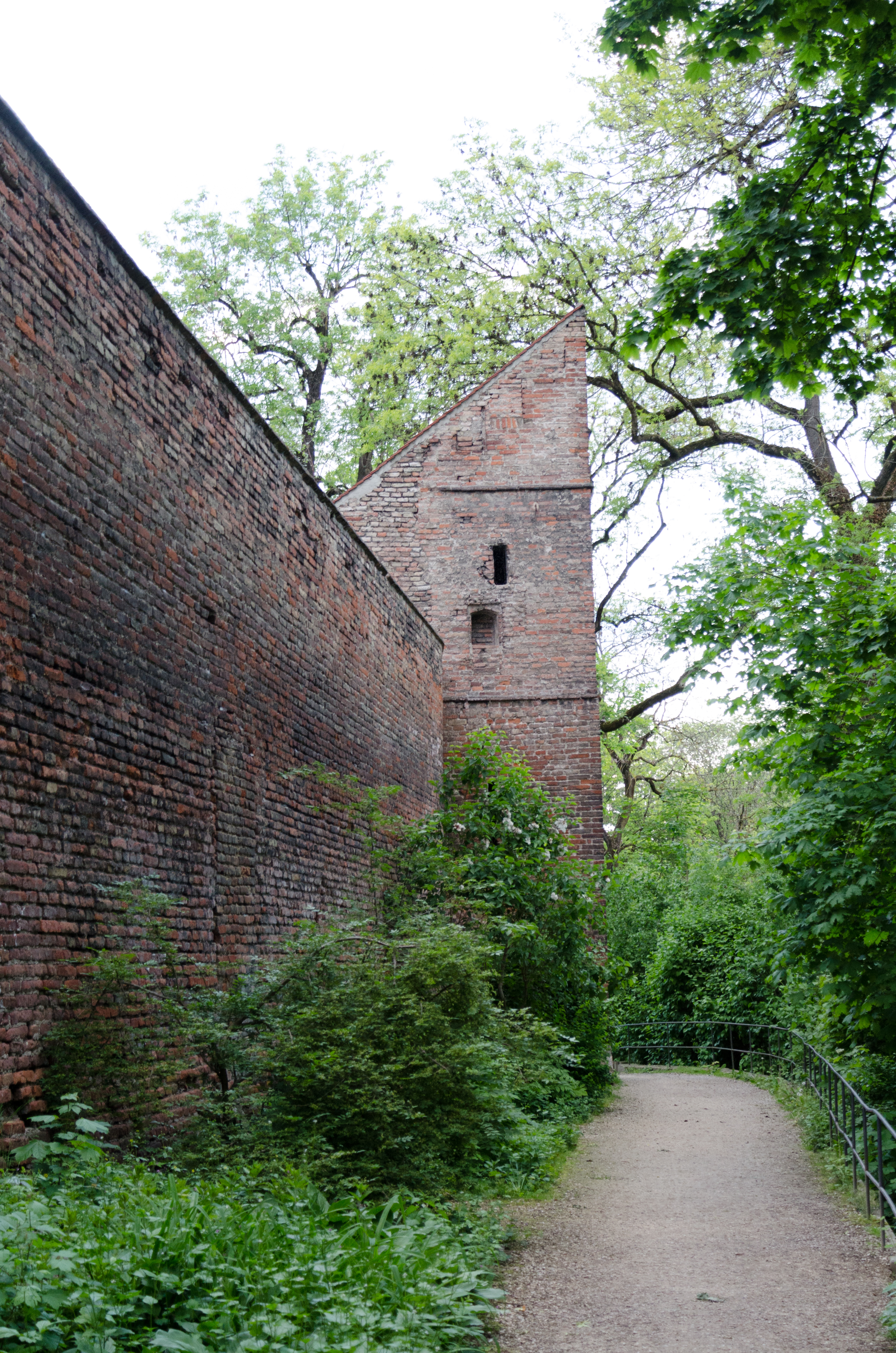
Nördlicher Turm am Schwedenweg, Feldseite
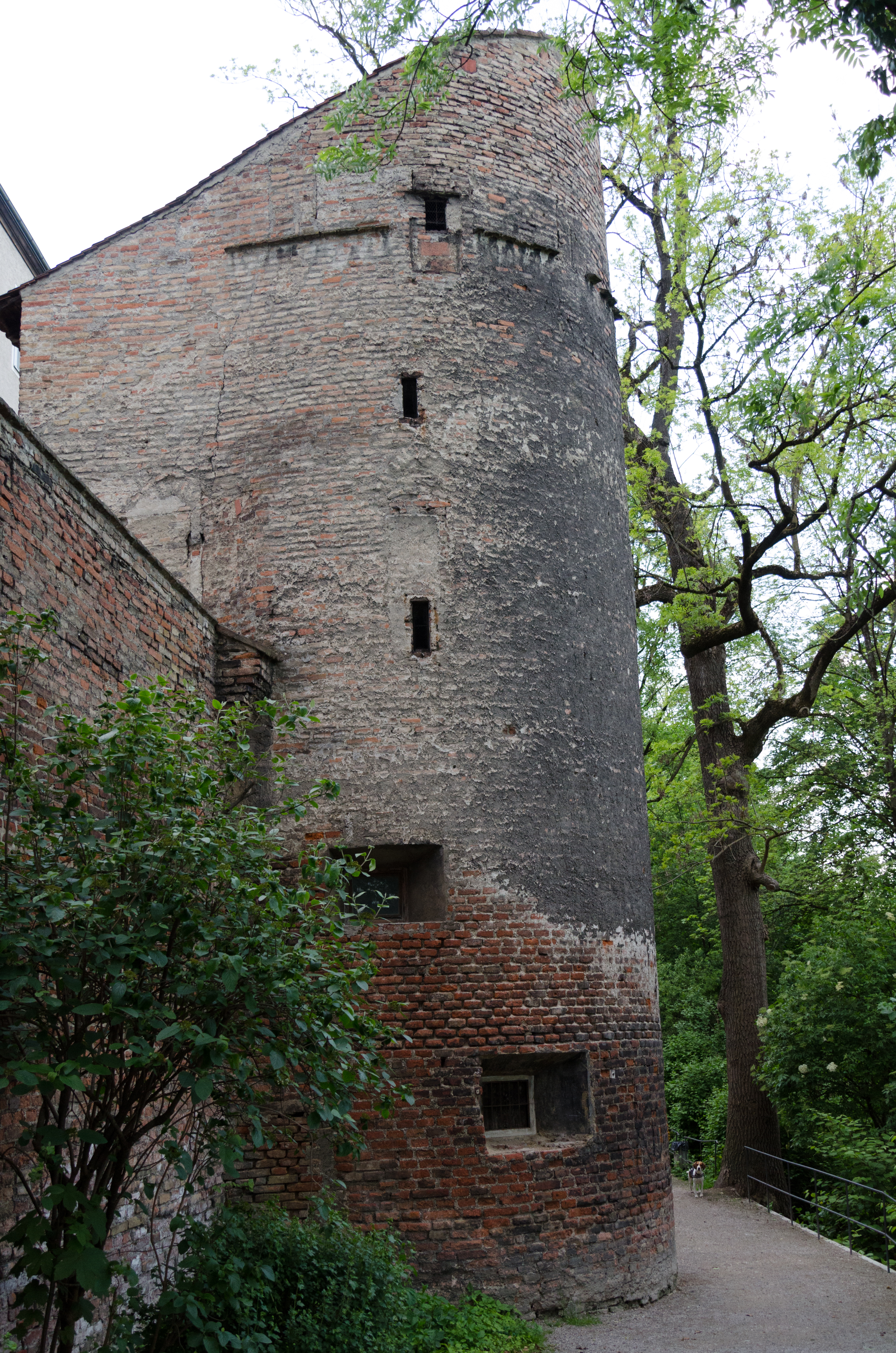
Südlicher Turm am Schwedenweg, Feldseite
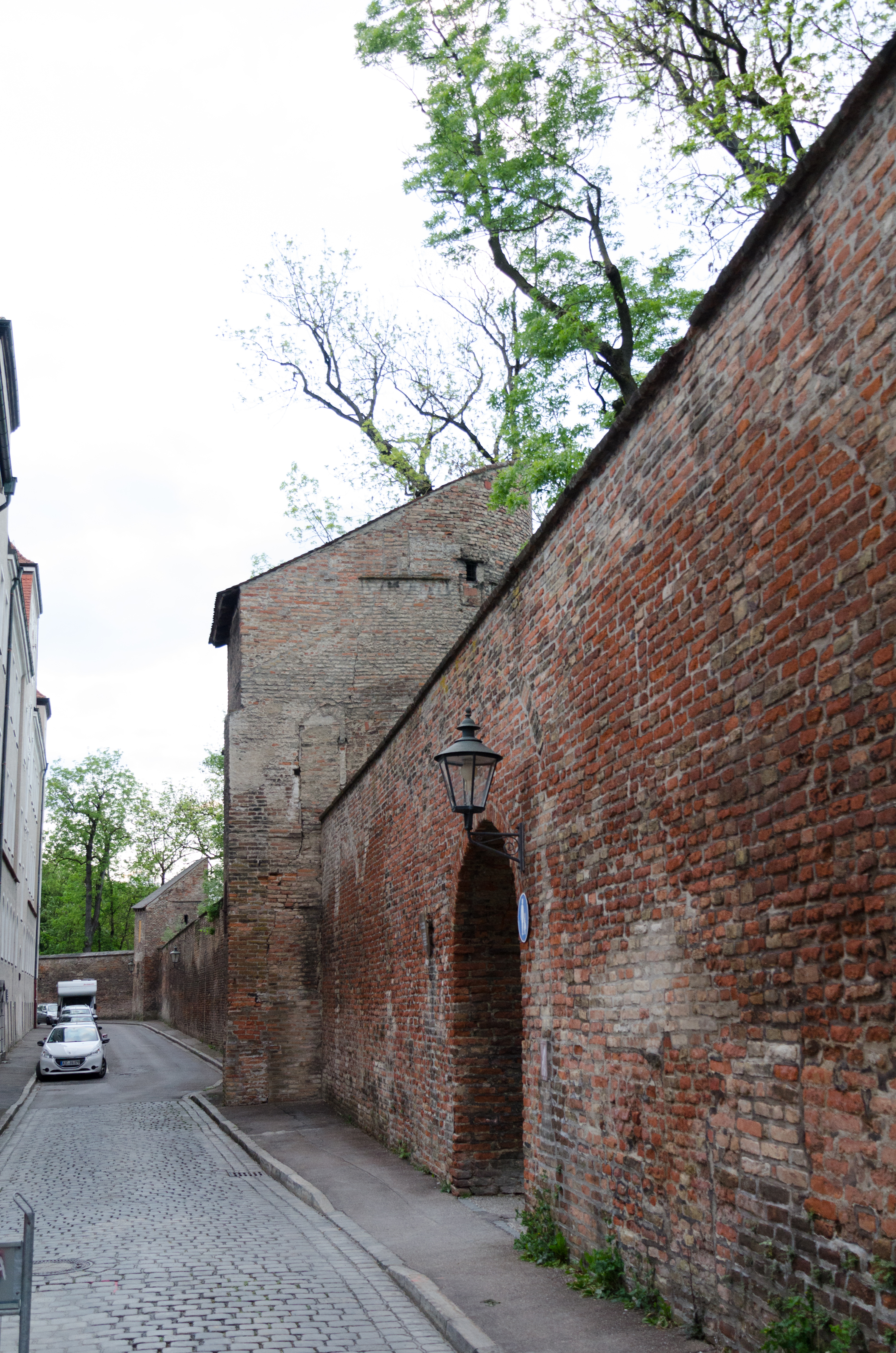
Nördlicher und südlicher Turm am Schwedenweg, Stadtseite
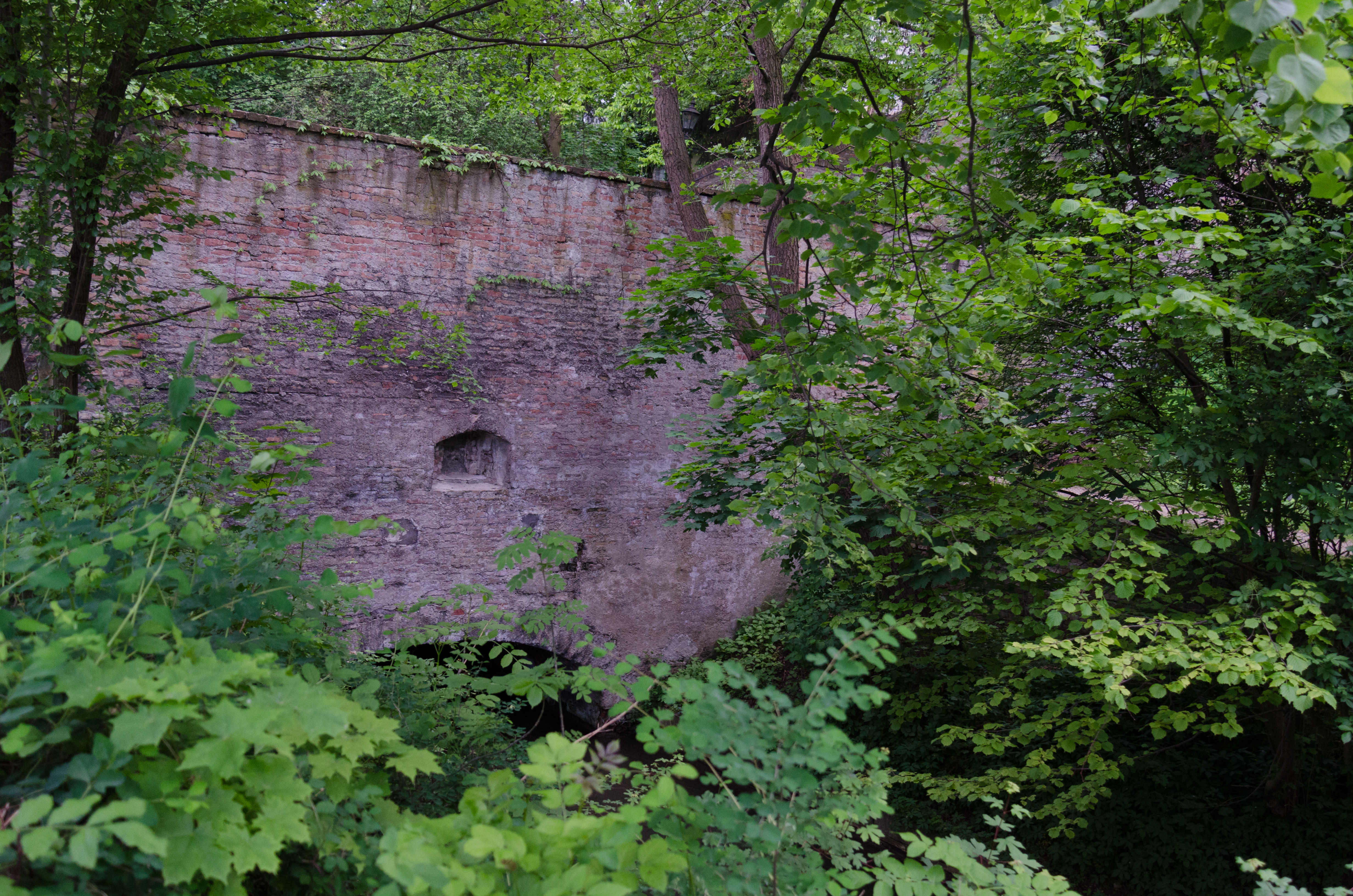
Schwedenstiege von Norden
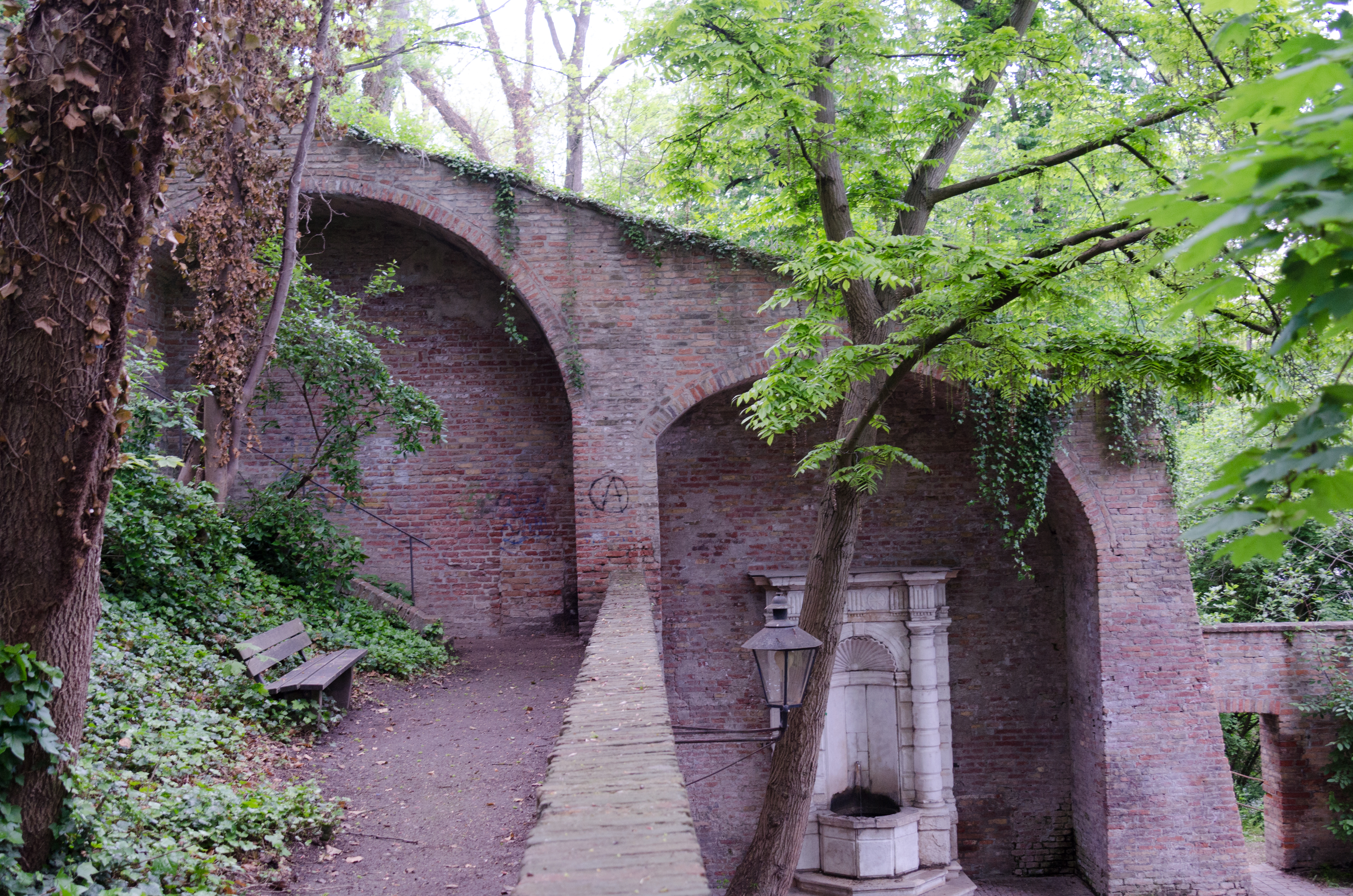
Schwedenstiege von Süden

Darüber hinaus sind von dem ostwärts angeschlossenen jüngeren Befestigungsring der Jakobervorstadt wichtige Teile erhalten:
- Stadtgraben vom westlichen Ende der Bert-Brecht-Straße bis zur Jakoberstraße (Lage)
- Oblatterwall, 1540 an der Nordostecke der Jakobervorstadt angelegte Erdaufschüttung (Lage)
- niedrige Mauer mit Schießscharten, gegen den Graben hin, 1540
- Rest der Stadtmauer, südlich und westlich an den Wall anschließend, zum Teil mit Wehrgang, 15. Jahrhundert (Lage)
- Fünfgratturm (Lage), seit Abbruch der zugehörigen Stadtmauer freistehend, über rechteckigem Grundriss viergeschossig mit vier runden Scharwachttürmen und hohem Zeltdach, an der Nordseite Blendbögen, wohl um 1430/32 (dendro.dat.)
- Rest der Stadtmauer (Lage), nördlich an das Jakobertor anschließend, 15. Jahrhundert, nach 1944 Wiederaufbau
- das monumentale Jakobertor (Lage, Denkmalnummer D-7-61-000-484) am östlichen Stadtausgang, Backsteinbau mit vierseitigem Unterbau mit spitzen Torbögen, zweigeschossigem oktogonalem Oberbau mit Zeltdach und quadratischem Vortor mit Satteldach, Mitte 15. Jahrhundert, nach 1944 Wiederaufbau
- Befestigungsturm, dreigeschossiger Backsteinbau mit Zeltdach über halbrundem Grundriss, 1540, Veränderungen 1625 und 1742
- Jakoberwall, an der Ostecke der Jakobervorstadt angelegte hohe Erdaufschüttung mit Halsgraben, 1540/42 (Lage)
- Wehrturm, dreigeschossiger Backsteinbau über halbrundem Grundriss, mit seitlich anschließenden, niedrigeren Wohnbauten, im Kern 1458, 1540/42, nach 1945 verändert (Lage)
- Rest der Stadtmauer mit einem über zwei Bögen erhaltenen gedeckten Wehrgang, an der Südseite, 15. Jahrhundert
- Stadtgraben von der Jakoberstraße bis zum Vogeltorplatz
- Vogeltor (Lage, Denkmalnummer D-7-61-000-1052), viergeschossiger Backsteinbau über quadratischem Grundriss mit spitzbogiger, gewölbter Tordurchfahrt, darüber an der Feldseite Wandgemälde, Obergeschosse mit Lisenen und Spitzbogenfries, 1445, nach Brand 1944 Wiederaufbau mit hohem Walmdach 1954
- westlich anschließend Bogenmauer über den Stadtgraben mit gedecktem Wehrgang, 1485, Verbindung zum Tor 1966

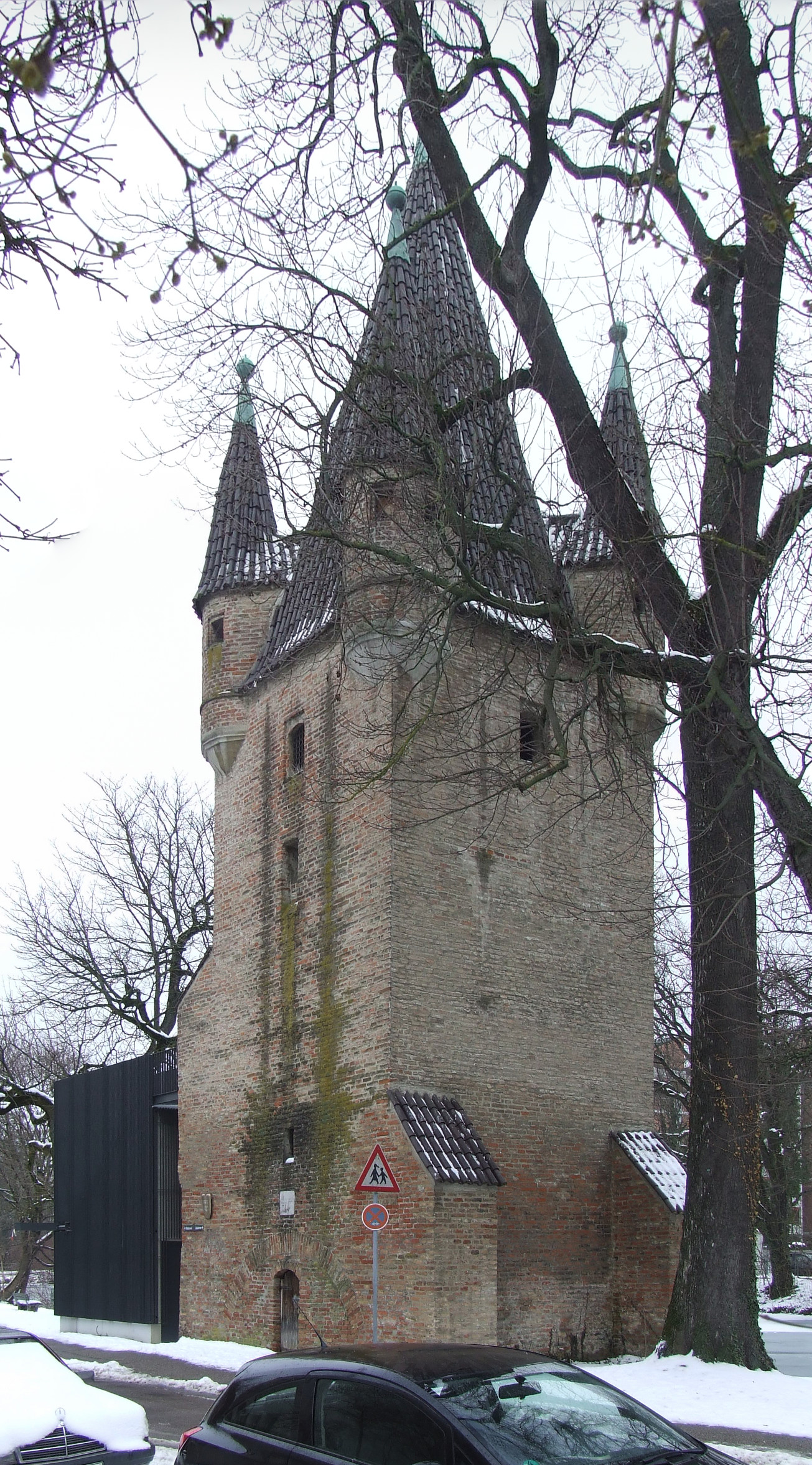
Fünfgratturm
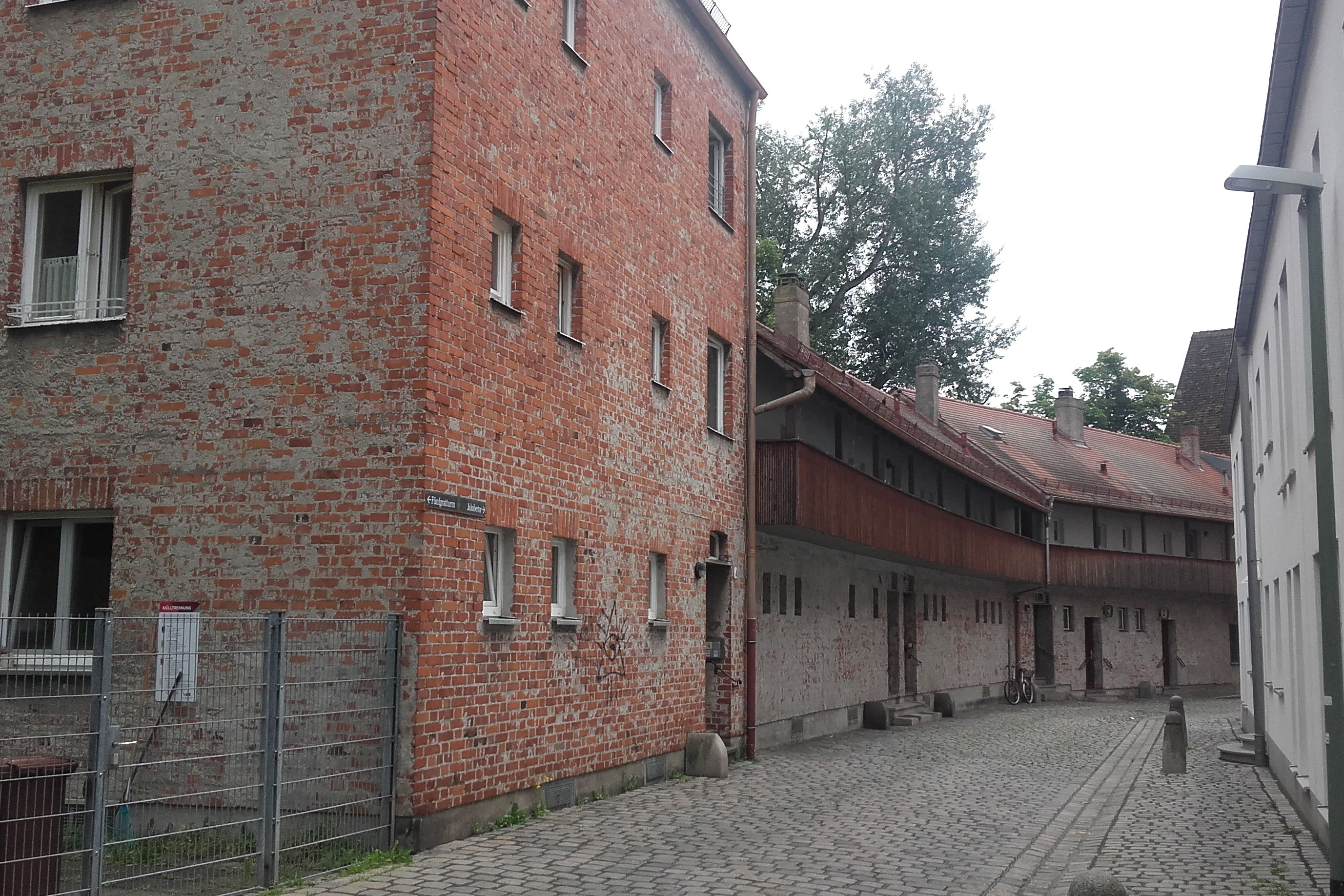
Untere Jakobermauer
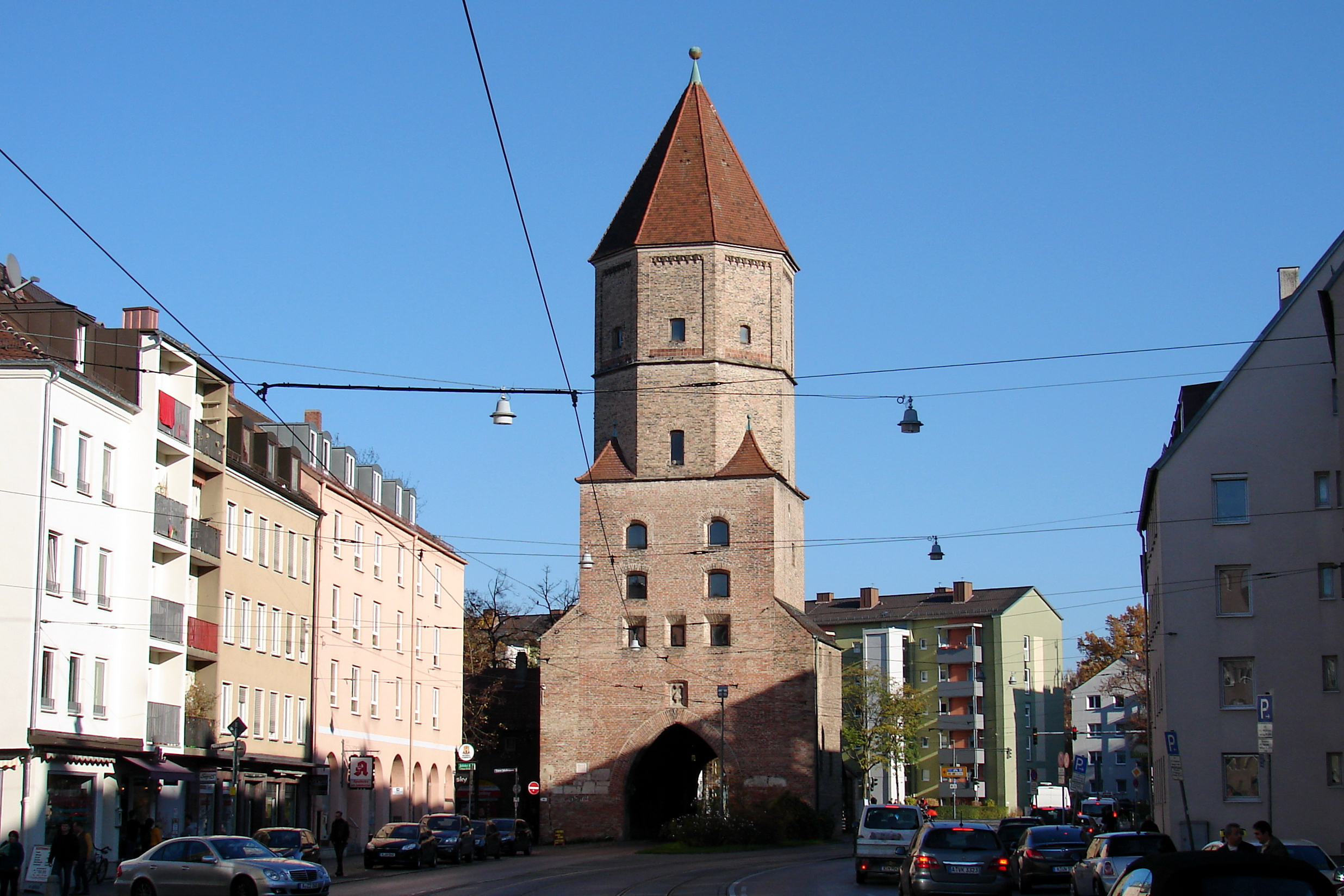
Jakobertor
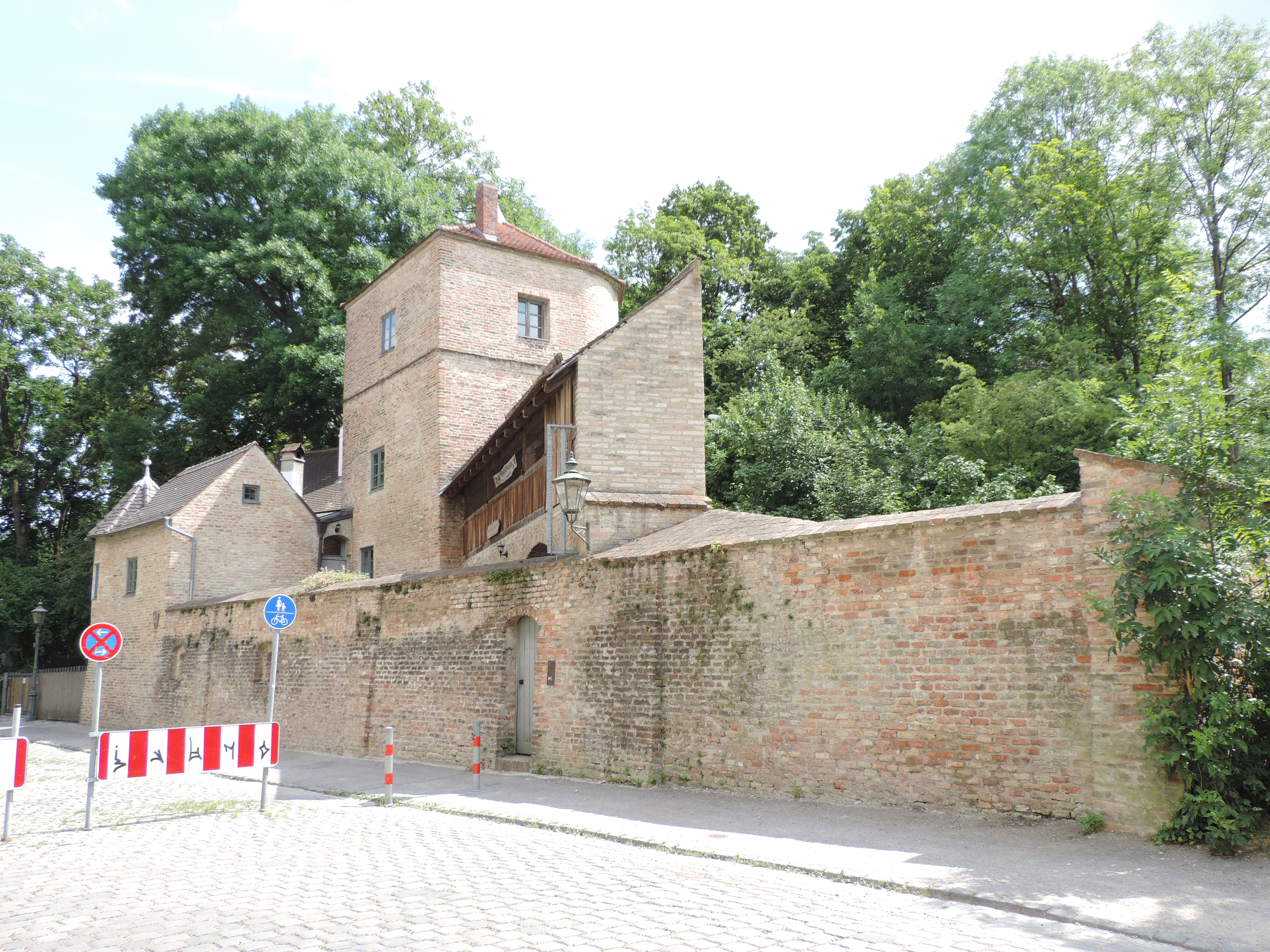
Wehrturm am Jakoberwall
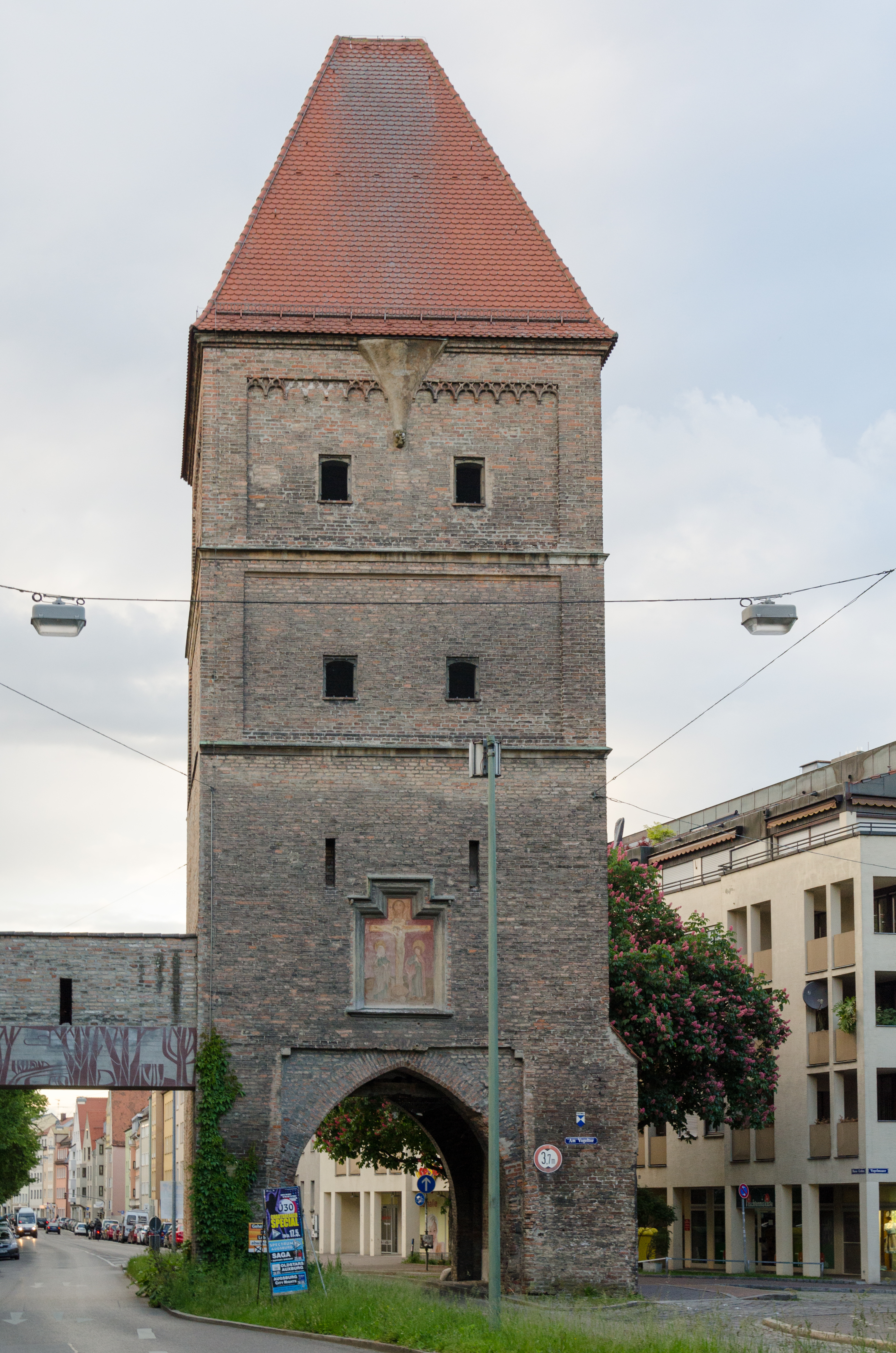
Vogeltor

Das Rote Tor (Lage, Denkmalnummer D-7-61-000-60) ist die bedeutendste erhaltene Befestigungsanlage der Stadt, die einzige überkommene auf der Südseite.
- Roter Torwall und -mauer sowie Teile der Stadtmauer, 1545/46
- in der Nähe im frühen 17. Jh. zu Wassertürmen ausgebaute Befestigungstürme
- Brücke vor dem Roten Tor (Lage), zweigeschossig
- Wallanlagen mit der Bastei (Lage), in der 2. Hälfte des 19. Jahrhunderts in eine Parkanlage umgewandelt

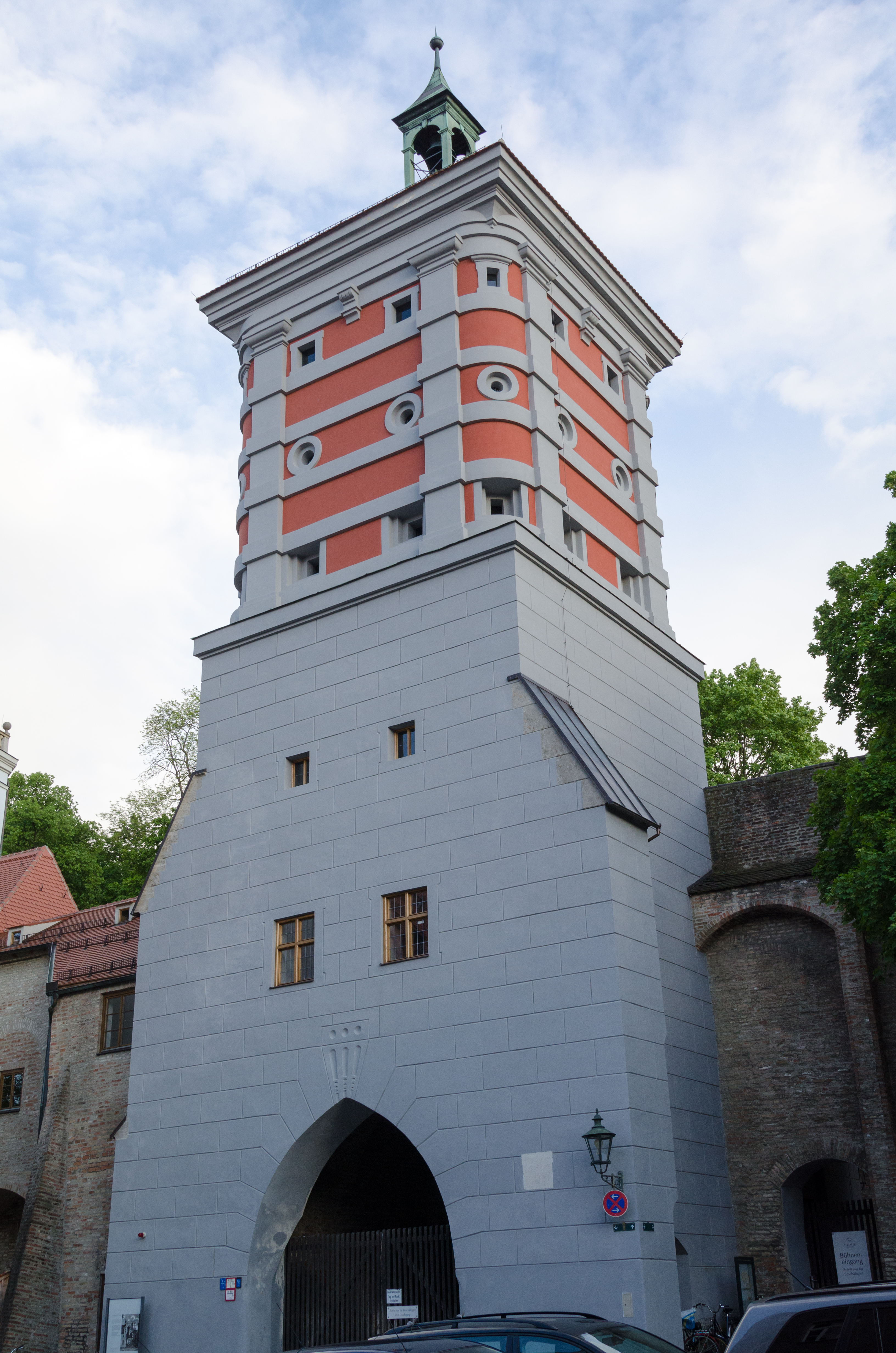
Rotes Tor
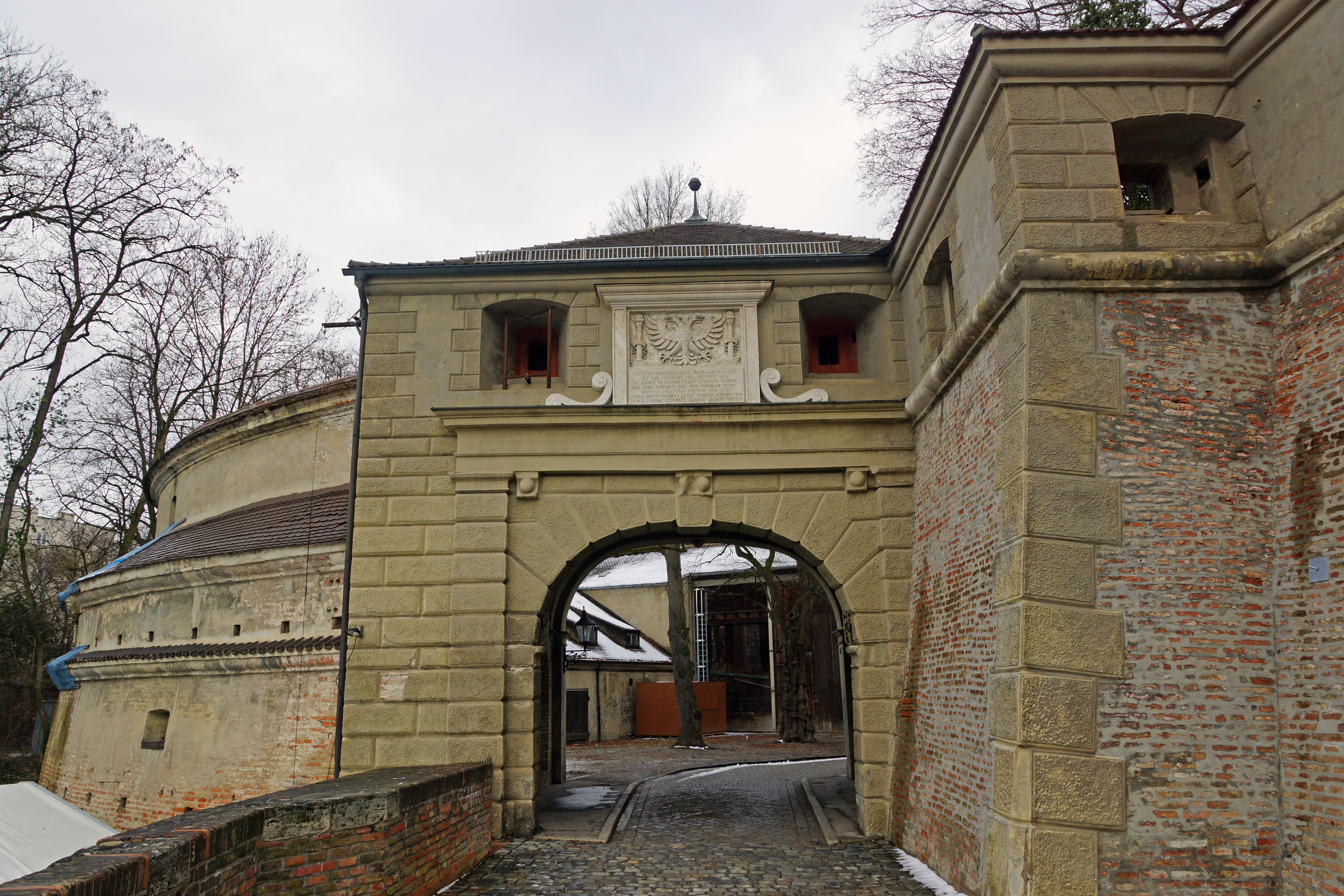
Vortor
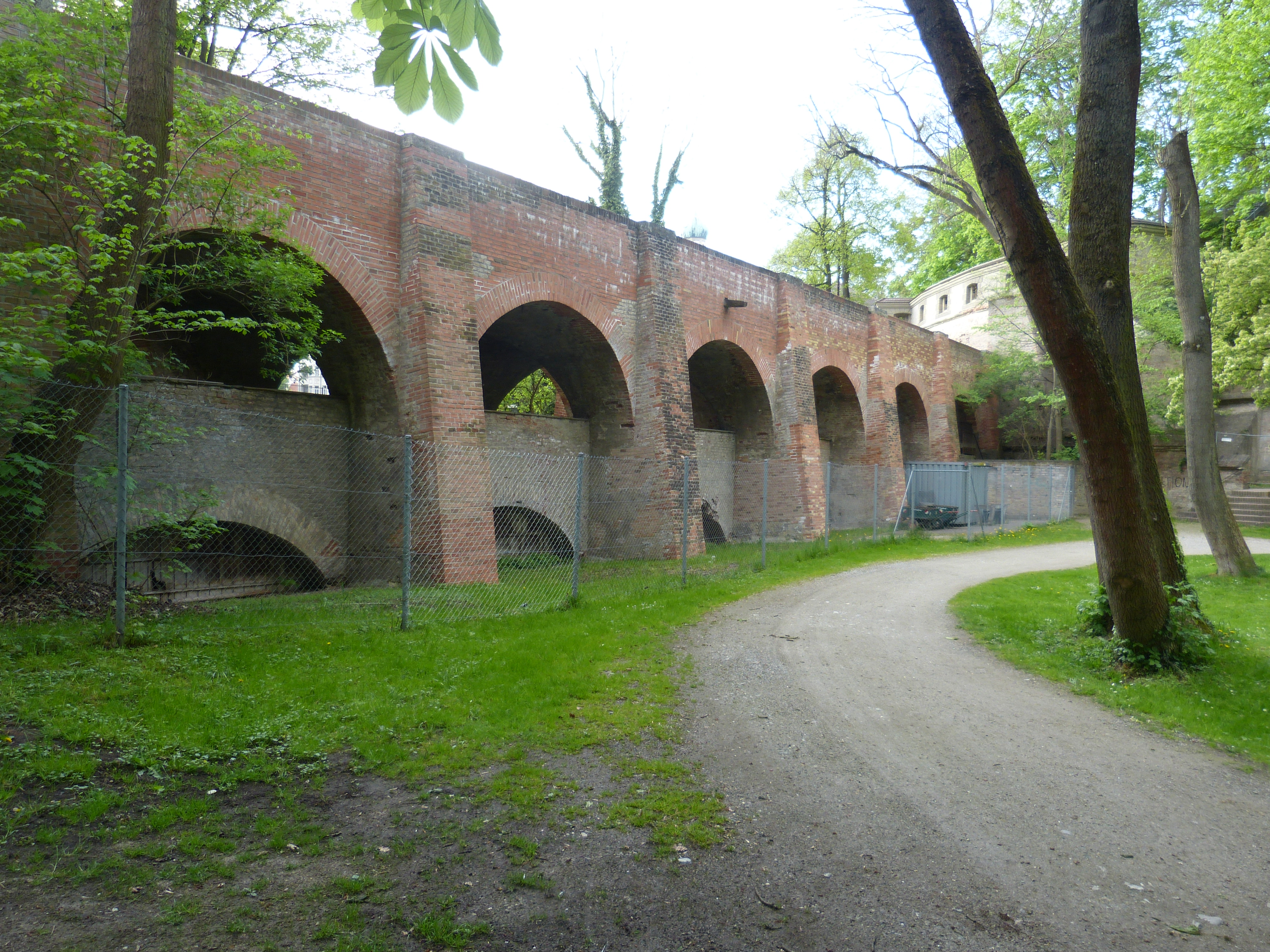
Aquädukt
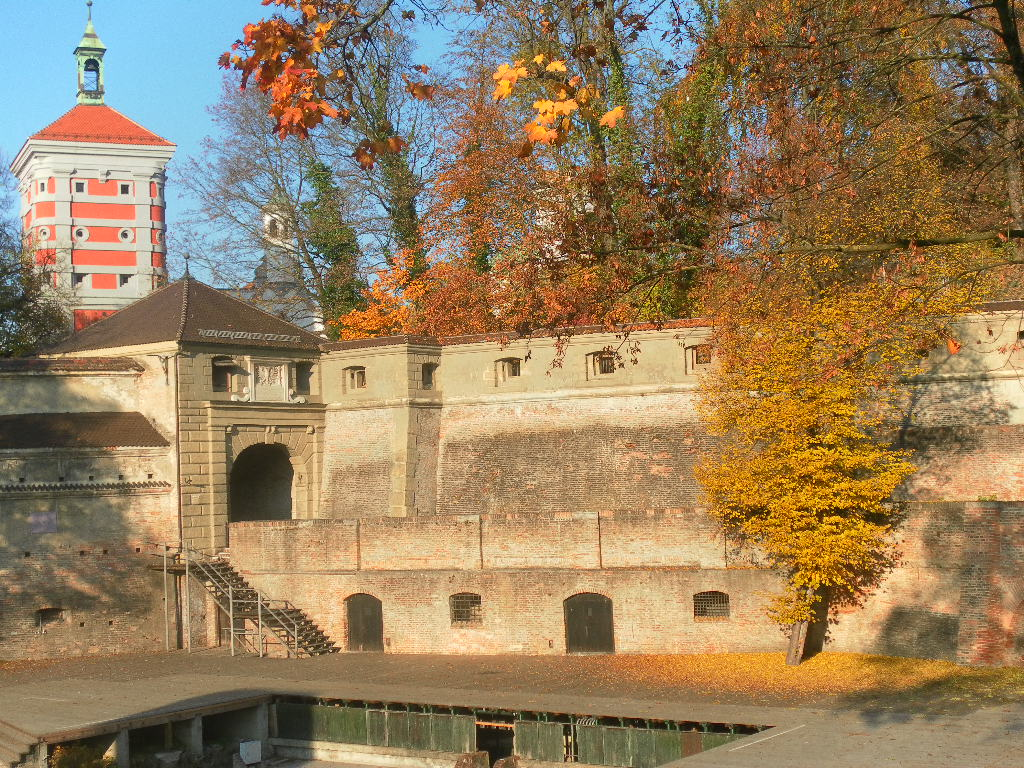
Wallanlagen mit Bastei

### Kanäle im Lechviertel und in der Jakobervorstadt

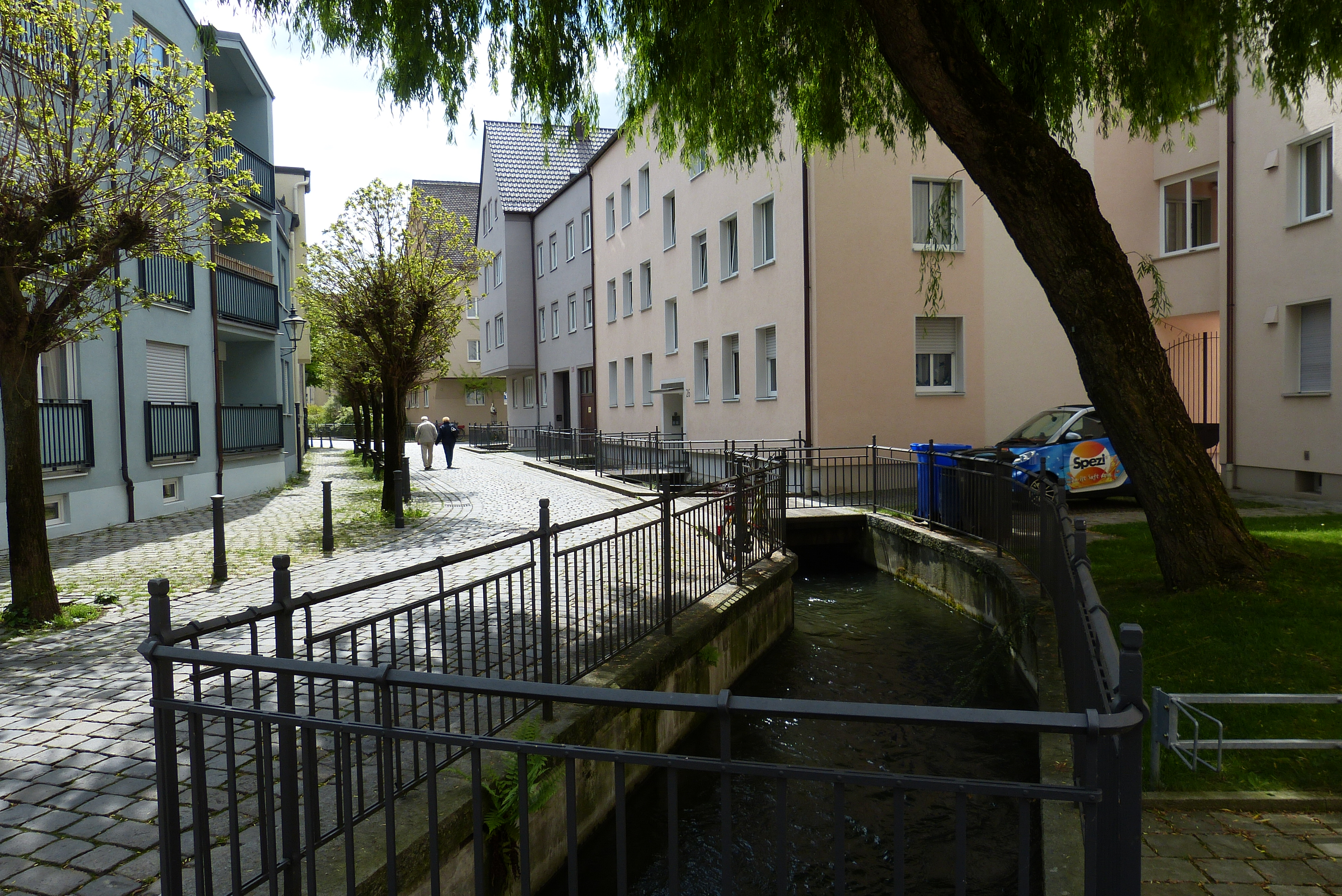
Hinterer Lech

Weitläufiges künstlich angelegtes Kanalsystem (Lage, Denkmalnummer D-7-61-000-1933) auf der Niederterrasse des Lechs zwischen der Kernstadt auf der Hochterrasse im Westen und dem Lech im Osten;Zuläufe von Süden über Lochbach und Brunnbach sowie den am Hochablass vom Lech abgezweigten Kaufbach speisen nördlich des Roten Tores den Vorderen Lech, den Schwalllech, der sich in Mittleren und Hinteren Lech aufspaltet, den inneren und äußeren Stadtgraben und den Sparren- oder Ochsenlech, Verläufe der als Brauchwasser und zur Energiegewinnung sowie zum Materialtransport genutzten Kanäle seit dem späteren 13. Jh. gesichert, äußerer Stadtgraben im 14. Jh. angelegt, die ursprünglich hölzernen Wandungen bei offener Sohle im 20. Jh. in Abschnitten als Betonvorsatzschalen erneuert; technische Bauwerke wie Bachkreuzungen und Überdeckungen in Ziegeltechnik., z. T. mittelalterlich, renaissancezeitlich und 17. Jh. bis 20. Jh. mit besonders anschaulich überliefertem Baubestand im Bereich der Baukomplexe des Klosters Maria Stern, des Jakoberstifts, der Barfüßerkirche und beim Roten Tor.

### Östliches Kanalsystem
| Lage | Objekt                | Beschreibung                     | Akten-Nr.       | Bild                  |
| --- | --------------------- | -------------------------------- | --------------- | --------------------- |
| Augsburger Localbahn; Berliner Allee; Berliner Allee 8; Brückenstraße; Hanreibach; Hanreiweg; Johannes-Haag-Straße; Lechhauser Straße; Lechhauser Straße 34; Nähe Alter Heuweg; Nähe Brückenstraße; Nähe Franz-Josef-Strauß-Straße; Nähe Friedberger Straße; Nähe Georg-Haindl-Straße; Nähe Hanreiweg; Nähe Hermann-Kluftinger-Straße; Nähe Johannes-Haag-Straße; Nähe Otto-Lindenmeyer-Straße; Nähe Proviantbach; Nähe Reichenberger Straße; Nähe Stadtbachstraße; Reischlestraße 51; Stadtbachstraße; Stadtbachstraße 9; Vereinigter Stadt- und Proviantbach; Zimmererstraße; Zwischen Stadtbach und Proviantbach (Standort) | Östliches Kanalsystem | siehe auch Kanäle im Lechviertel | D-7-61-000-1938 | Östliches Kanalsystem |

## Veröffentlichungen
Die Liste der Baudenkmäler in Augsburg ist Bestandteil der Bayerischen Denkmalliste, die vom Bayerischen Landesamt für Denkmalpflege gepflegt wird. Basierend auf dieser Liste sind die Baudenkmäler Augsburgs in der Reihe Denkmäler in Bayern auch in Buchform erschienen.
Im ersten Teil dieser Reihe, welche die Baudenkmäler nach Regierungsbezirken geordnet darstellt, sind die Augsburger Baudenkmäler Teil des Bandes VII über Schwaben. Im dritten Teil, der für die Baudenkmäler jedes Landkreises und jeder Kreisfreien Stadt jeweils einen eigenen Band vorsieht, ist Augsburg der Band VII.83 gewidmet, der wiederum in Teilbände aufgeteilt ist. In diesem Teil ist zu jedem Baudenkmal eine kurze Beschreibung und mindestens eine Abbildung vorhanden.